# Jewgienij Kabajew
Jewgienij Giennadjewicz Kabajew (ros. Евгений Геннадьевич Кабаев, ur. 28 lutego 1988 w Leningradzie) – rosyjski piłkarz grający na pozycji napastnika.

## Sukcesy
- król strzelców Meistriliigi (2): 2014, 2016
- najlepszy zawodnik Meistriliigi (2): 2014, 2016